# ماركوس كريد
ماركوس كريد (بالإنجليزية: Marcus Creed)‏ هو ملحن بريطاني، ولد في 19 أبريل 1951 في إيستبورن في المملكة المتحدة.

## وصلات خارجية
- ماركوس كريد على موقع ميوزك برينز (الإنجليزية)
- ماركوس كريد على موقع أول ميوزيك (الإنجليزية)
- ماركوس كريد على موقع ديسكوغز (الإنجليزية)